# El fantasma de medianoche
El fantasma de medianoche es una película de misterio mexicana de 1940 dirigida por Raphael J. Sevilla y protagonizada por Victoria Blanco, Sergio de Karlo y Carlos López Moctezuma. La dirección de diálogos de la película estuvo a cargo de José Crespo.

## Argumento
Una joven que queda huérfana, y se cría con sus padrinos, empieza a ver extraños sucesos en la casa.

## Reparto
- Victoria Blanco
- Sergio de Karlo
- Carlos López Moctezuma
- Emma Roldán
- Natalia Ortiz
- Miguel Weimer
- Crox Alvarado
- Ricardo Mondragón
- Amalia Ferriz
- Victorio Blanco
- Manuel Sánchez Navarro
- Parkey Hussain
- Humberto Rodríguez